# CMM Radio
Radio Castilla-La Mancha (Radio C-LM) es la emisora autonómica de radio de Castilla-La Mancha, España. Fue fundada mediante un decreto de las Cortes de Castilla-La Mancha el 26 de mayo de 2000, y sus emisiones regulares comenzaron el 30 de mayo de 2001. Su sede central se encuentra en Toledo, y su director actual es Óscar García. Junto con CMM TV, forma parte del ente público CMMedia.
Desde el 3 de febrero de 2009, Radio Castilla-La Mancha se emite a través de la Televisión Digital Terrestre (TDT), cubriendo todo el territorio de Castilla-La Mancha. La emisora también es accesible en zonas vecinas gracias al desbordamiento de la señal, lo que permite su recepción en Madrid, partes de Castilla y León (Ávila y Soria), Comunidad Valenciana, Extremadura, Andalucía, Región de Murcia y Aragón.

## Historia
Desde sus inicios, y hasta octubre de 2011, la programación se ha basado en fórmula musical, informativos y programas temáticos. 
En su primera etapa, además de la fórmula musical y los informativos, se emitieron otros programas temáticos que, paulatinamente fueron desapareciendo de la parrilla: En clave de Mujer, Planeando, MIX RCM, entre otros.
Hasta septiembre de 2007, las 24 horas de programación se realizaban en directo. En esa fecha, la fórmula musical quedó completamente automatizada, con locuciones y presentaciones pregrabadas. Esta labor estaba realizada por José Ramón Pardo, excompañero y amigo del exdirector de CMMedia, Jordi García Candau, a través de su empresa Rama Lama Music, quien gestiona en exclusiva los temas musicales que se radiaban en Radio Castilla-La Mancha, fundamentalmente coplas, pasodobles y música popular española de los años 50 y 60. 
Se mantuvieron en directo los boletines horarios, informativos, un espacio deportivo diario, seis programas musicales y dos programas monográficos. 
En octubre de 2011 y coincidiendo con el nuevo Gobierno de Castilla La-Mancha, Radio Castilla-La Mancha, se convirtió en una radio de carácter generalista con una programación renovada, donde la información y los deportes son los pilares fundamentales de su parrilla, poniendo así fin al modelo de radiofórmula musical. En medio de toda esta reconversión se nombró a Guillermo Vila como nuevo director de la radio pública regional y director de los Servicios Informativos y Programas. También se produjeron varias destituciones en la radio (director de la radio, director de Antena, la jefa de los Servicios Informativos y subdirectora de los Servicios Informativos y Programas).
En agosto del 2015, tras las elecciones de Castilla-La Mancha de 2015 y con el cambio en el Gobierno de Castilla La-Mancha, se destituyó a Nacho Villa como director general de CMMedia, cargo que ocupa ahora Carmen Amores. Tras el cambio en la dirección del Ente Público se despidió a Guillermo Vila como director de Radio Castilla-La Mancha y director de los Servicios Informativos y Programas, y de Aitor Estalayo como subdirector de los Servicios Informativos y Programas. Esto dio lugar al nombramiento de Ismael Barrios como director de Radio Castilla-La Mancha y Jesús Espada como jefe de los Servicios Informativos de la radio. Con la finalización de los contratos laborales de los trabajadores, que fueron contratados en la etapa de Nacho Villa, se decidió no renovar dichos contratos y crear una nueva programación para la radio con los trabajadores de la casa.
El 12 de octubre de 2015 comenzó la nueva programación de Radio Castilla-La Mancha. Se mantuvo el carácter informativo de la radio y se potenció los programas de entretenimiento.
El 31 de agosto de 2016, en vista a la nueva temporada 2016/2017, se confirma que el director de informativos de Radio Castilla-La Mancha, Jesús Espada, deja la radio para irse a la dirección de los servicios informativos de CMM Televisión. A partir del 12 de septiembre de 2016, Óscar Castellanos desempeña el cargo de director de informativos de Radio Castilla-La Mancha.
Además, en septiembre de 2016 junto con el estreno del nuevo nombre e imagen corporativa del ente público de comunicación, se modifica el nombre de la radio pasando de Radio Castilla-La Mancha a CMM Radio. 
La radio experimenta cambios en la programación en octubre de 2018 volviendo a los largos programas de radiofórmula en la mañana, tarde y la noche con breves espacios informativos diarios, y los fines de semana con gran interés en la información deportiva.
En septiembre de 2021, la radio pública decidió llevar a cabo un estudio de mercado entre los castellano-manchegos para diseñar una nueva programación más atractiva y aumentar el número de oyentes que estaba en mínimos. En este proceso se empezó recuperando el nombre de Radio Castilla-La Mancha para denominarla combinándolo con el indicativo CMM Radio.
En noviembre de 2021 cesa Ismael Barrios como director de la radio para incorporarse a la dirección de comunicación del ente público de comunicación, y es sustituido por Óscar García.

## Imagen Corporativa

### Logotipo
| 2016 - Actualidad |
| ----------------- |

### Eslóganes
Desde 2001 hasta 2010 "Ésta es la nuestra", "La música de tu vida", "La información de hoy, la música de siempre".
Temporada 2010/2011 "Exclusivamente para ti."
Temporada 2011/2012 "Estamos cambiando."
Verano de 2012 "Estamos de moda."
Temporada 2012/2013 "Hablamos de ti."
Navidad de 2012 "Sonríe, es navidad."
Temporada 2013/2014-2015 "Castilla-La Mancha Engancha."
Temporada 2015/2016 "Estamos contigo"
Temporada 2016/2017 "Para que Castilla-La Mancha cuente. Queremos contar contigo."
Temporada 2019/2020 "CMM Radio, juntos hacemos región."
Temporada 2020/2021 "CMM Radio, somos la radio que te escucha."
Temporada 2021/2022 "Radio Castilla-La Mancha, la radio que te escucha."

## Oyentes
En la segunda ola del año 2011 del EGM, CMM Radio, fue seguida por 49.000 oyentes diarios. Mientras que en la tercera ola del año 2011, Castilla-La Mancha Media Radio, tuvo 78.000 oyentes diarios. En el tercer trimestre obtuvo un incremento del 59%.
En la primera ola del 2012 del Estudio General de Medios (EGM), Castilla-La Mancha Media Radio, consiguió 56.000 oyentes diarios. Mientras, en la segunda ola del año 2012 del EGM, CMM Radio, fue seguida por 37.000 oyentes diarios, perdió 19.000 oyentes respecto a la anterior oleada. Finalmente, en la tercera ola del año 2012, Castilla-La Mancha Media Radio, tuvo 30.000 oyentes diarios, disminuye así en 7000 oyentes respecto a la anterior oleada.
En la primera ola del 2013 del Estudio General de Medios (EGM), Castilla-La Mancha Media Radio, consiguió 54.000 oyentes diarios, aumentó en 24.000 oyentes respecto a la anterior oleada. Mientras, en la segunda ola del año 2013 del EGM, CMM Radio, fue seguida por 40.000 oyentes diarios, perdió 14.000 oyentes respecto a la anterior oleada. Finalmente, en la tercera ola del año 2013, Castilla-La Mancha Media Radio, tuvo 58.000 oyentes diarios. En el tercer trimestre obtuvo un incremento del 38%.
En la primera ola del 2014 del Estudio General de Medios (EGM), CMM Radio, consiguió 50.000 oyentes diarios, disminuye en 8.000 oyentes respecto a la oleada anterior. En la segunda oleada del 2014 del Estudio General de Medios, la radio castellano-manchega consiguió 56.000 oyentes, un 18% más que en la anterior oleada del EGM. En la tercera ola del 2014 la radio pública regional logró 49.000 oyentes, disminuye en 7000 oyentes respecto a la segunda oleada del 2014.
En la primera ola del 2015 del EGM, CMM Radio, obtuvo una audiencia acumulada que de 44.000 oyentes, de tal manera que disminuye en 5.000 oyentes su audiencia. En la segunda oleada del 2015 del Estudio General de Medios, la radio pública castellano-manchega consiguió 40.000 oyentes, 4.000 oyentes menos que en la anterior oleada del EGM. En la tercera ola del 2015, tras los cambios en la programación experimentados, la radio pública regional logró 29.000 oyentes, disminuyendo en 11 000 oyentes respecto a la segunda oleada del 2015, marcando así el peor dato en la historia de la cadena.
En la primera ola de 2016 del EGM, CMM Radio, obtuvo una audiencia acumulada que de 52.000 oyentes diarios, aumenta en 23.000 oyentes respecto a la oleada anterior.
En la segunda ola de 2016 de EGM, correspondiente al 14 de abril de 2016, obtuvo 32.000 oyentes, perdiendo 20.000, con respecto a abril, quedándose, a 3000 oyentes, de su peor dato histórico.
En la 3.ª ola de EGM de 2016, obtuvo 30 000 oyentes y un 0,1 % de cuota, bajando así 2000 oyentes y quedándose a 1000 de su mínimo histórico.
En la 1.ª ola de EGM de 2017, obtuvo 35 000 oyentes y un 0,1 % de cuota, subiendo 5000 oyentes con respecto a la anterior oleada; pero si se compara con el dato de abril de 2016, la bajada es de 17 000 oyentes.
En la segunda oleada del Estudio General de Medios (EGM) de 2017, CMM Radio reafirma la tendencia ascendente contabilizando un total de 48.000 oyentes, dato que refleja una subida del 37,1% (13 000 oyentes) respecto a la anterior oleada. Al ser comparada con la segunda oleada de 2016, la cifra de oyentes aumenta en un 50% (16.000 oyentes).
El año 2017 finaliza reflejando un aumento de la audiencia acumulada de un 16%, a pesar del descenso registrado en la tercera oleada del Estudio General de Medios (EGM) de un 27%. El total de aumento de audiencia –tras la quinta oleada consecutiva de subida– se sitúa en un 36% de lunes a domingo, siendo 41.000 los oyentes.
Para cerrar los datos relevantes de 2017, se puede constatar la subida generalizada de la programación de fin de semana. Este aumento, en lo referido a los informativos –tanto matinales, como de mediodía– se fija en 17.000 oyentes; el especial deportivo "Castilla-La Mancha en Juego" incrementa sus números en 10 000 oyentes y el programa "Estamos de Cine" alcanza su récord histórico gracias a sus nuevos 16.000 oyentes. Como referente informativo, indiscutible, se mantiene "A Pie de Campo", con 54.000 oyentes. En cuanto a podcasting y nuevas plataformas multimedia –tanto web, como aplicación o servidores externos de contenido (Ivoox o Soundcloud)– la comparativa respecto al mes de noviembre de 2016 nos arroja un resultado positivo de más de 35.000 descargas, que suman un total de 45.143.
En la primera ola del EGM de 2018, CMM Radio consigue una audiencia de 36.000 oyentes de lunes a viernes. Esta cifra supone un incremento en audiencia del 2.9% (1.000 oyentes) tanto en relación con los datos de la tercera ola 2017 como comparando con los datos de la misma ola en 2017. Aumenta la audiencia un 9.4% de lunes a domingo al pasar de 32.000 oyentes a 35.000 en esta primera ola EGM. Respecto a la última ola de 2017 el dato de lunes a domingo es de 35.000 con un descenso de 6.000 oyentes a pesar del aumento de 46.000 en la franja deportiva del fin de semana. Destacan las cifras de escucha de CMM Radio en los nuevos formatos web, podcast y app con un registro desde diciembre de 2017 de casi 17.000 oyentes acumulados en la página web y la app de CMMedia; por otro lado, se han contabilizado 311.000 descargas de podcast de programas en las plataformas Ivoox y Soundcloud, un 35% más con respecto al mes de septiembre del 2017.
En la tercera ola del EGM de 2018, CMM Radio obtiene 44.000 oyentes de lunes a viernes, y 35.000 de lunes a domingo. En relación con la segunda ola de 2018, gana 24.000 oyentes de lunes a viernes, y 19.000 de lunes a domingo. Es la única cadena de las generalistas que incrementa oyentes en Castilla-La Mancha. Comparando los datos con los de la tercera Ola de 2017, al finalizar el año,  aumenta en 9.000 el número de oyentes de lunes a viernes.

## Frecuencias
Provincia de Albacete
- Albacete: 104.0 FM
- Alcalá del Júcar: 103.8 FM
- Alcaraz: 93.3 FM
- Almansa: 102.6 FM
- Bienservida: 99.4 FM
- Bogarra: 92.8 FM
- Caudete: 106.7 FM
- Hellín: 102.4 FM
- Letur: 99.2 FM
- Lezuza: 100.8 FM
- Liétor: 96.7 FM
- Molinicos: 104.9 FM
- Montealegre del Castillo: 89.6 FM
- Nerpio: 89.6 FM
- Ossa de Montiel: 93.0 FM
- Riopar: 105.9 FM
- Socovos: 100.5 FM
- Villarrobledo: 101.7 FM
- Yeste: 98.4 FM

 Provincia de Ciudad Real
- Agudo: 90.5 FM
- Aldea del Rey: 98.9 FM
- Almadén: 87.6 FM
- Ciudad Real: 102.5 FM
- Fuencaliente: 94.0 FM
- Herencia: 96.8 FM
- Horcajo de los Montes: 89.9 FM
- Los Cortijos: 91.2 FM
- Piedrabuena: 98.2 FM
- Puebla de Don Rodrigo: 93.4 FM
- Puertollano: 103.4 FM
- Valdepeñas: 98.6 FM

 Provincia de Cuenca
- Carboneras de Guadazaón: 90.5 FM
- Cuenca: 101.6 FM
- Huete: 98.2 FM
- La Almarcha: 103.0 FM
- Landete: 93.3 FM
- Mira: 88.3 FM
- Priego: 94.9 FM
- Sisante: 95.7 FM
- Tarancón: 103.7 FM
- Valverde de Júcar: 87.9 FM
- Villanueva de la Jara: 97.8 FM
- Villar de Domingo García: 90.5 FM

 Provincia de Guadalajara
- Albalate de Zorita: 97.7 FM
- Bustares: 105.6 FM
- Cifuentes: 100.0 FM
- Guadalajara: 91.3 FM
- Molina de Aragón: 105.8 FM
- Mondéjar: 88.4 FM
- Pastrana: 103.3 FM
- Romanones: 103.0 FM
- Rueda de la Sierra: 91.1 FM
- Sacedón: 97.8 FM
- Sigüenza: 103.3 FM
- Trijueque: 88.8 FM

 Provincia de Toledo
- Marjaliza: 105.8 FM
- Noblejas: 95.6 FM
- San Pablo de los Montes: 100.6 FM
- Sevilleja de la Jara: 95.6 FM
- Talavera de la Reina: 101.5 FM
- Toledo: 91.9 FM
- Ugena: 103.0 FM
- Urda: 98.4 FM

También se puede escuchar a través de Internet en su web: www.cmm.es y en la aplicación "CMMedia" para dispositivos portátiles, disponible gratuitamente en "Apple Store" o "Google Play".